# Оттон I (граф Бургундии)
Оттон I (нем. Otto, фр. Othon, ок. 1171 — 13 января 1200, Безансон), пфальцграф Бургундии с 1189 из династии Гогенштауфенов, 4-й сын императора Священной Римской империи Фридриха I Барбароссы и Беатрис I, графини Бургундии.

## Биография
Отправляясь в 1189 году в Третий крестовый поход, император Фридрих Барбаросса передал Оттону во владение графство Бургундия, унаследованное императором Фридрихом как приданое жены. Но Оттон не смог продолжать искусную политику отца в Бургундии, спровоцировав конфликт с герцогом Бургундии и графом Савойским. Зависимость графства от Священной Римской империи ослабевала, постоянно происходили столкновения с графами Савойи и Прованса. Позже Оттон впутался в борьбу с епископом Страсбурга Конрадом II и графом Монбельяра Амедеем, поскольку он пытался расширить своё влияние на Эльзас. Оттону удалось победить нескольких противников, Амедея он даже убил собственноручно при ведении переговоров. Но целей своих он так и не добился.
После смерти в 1196 году графа Люксембурга Генриха IV Слепого, не оставившего сыновей, император передал Люксембург Оттону. Однако граф Бара Тибо I, муж единственной дочери Генриха, Эрмезинды, договорился с Оттоном, в результате чего тот отказался от Люксембурга в пользу Эрмезинды и Тибо.
Умер Оттон 13 января 1200 года в Безансоне и был похоронен там же в церкви Св. Стефана, оставив двух малолетних дочерей, которые последовательно наследовали графство.

## Брак и дети
Жена: с 1190 Маргарита де Блуа (ок.1170—12 июля 1230), графиня Блуа, Шартра и Шатодена с 1218, дочь Тибо V Доброго, графа Блуа и Шартра, вдова Гуго III д'Уази (ок.1140—29 августа 1189), шателена Камбре
- Жанна I (1191—1205), пфальцграфиня Бургундии с 1200
- Беатрис II (1193—1231), пфальцграфиня Бургундии с 1205